# Anabel González

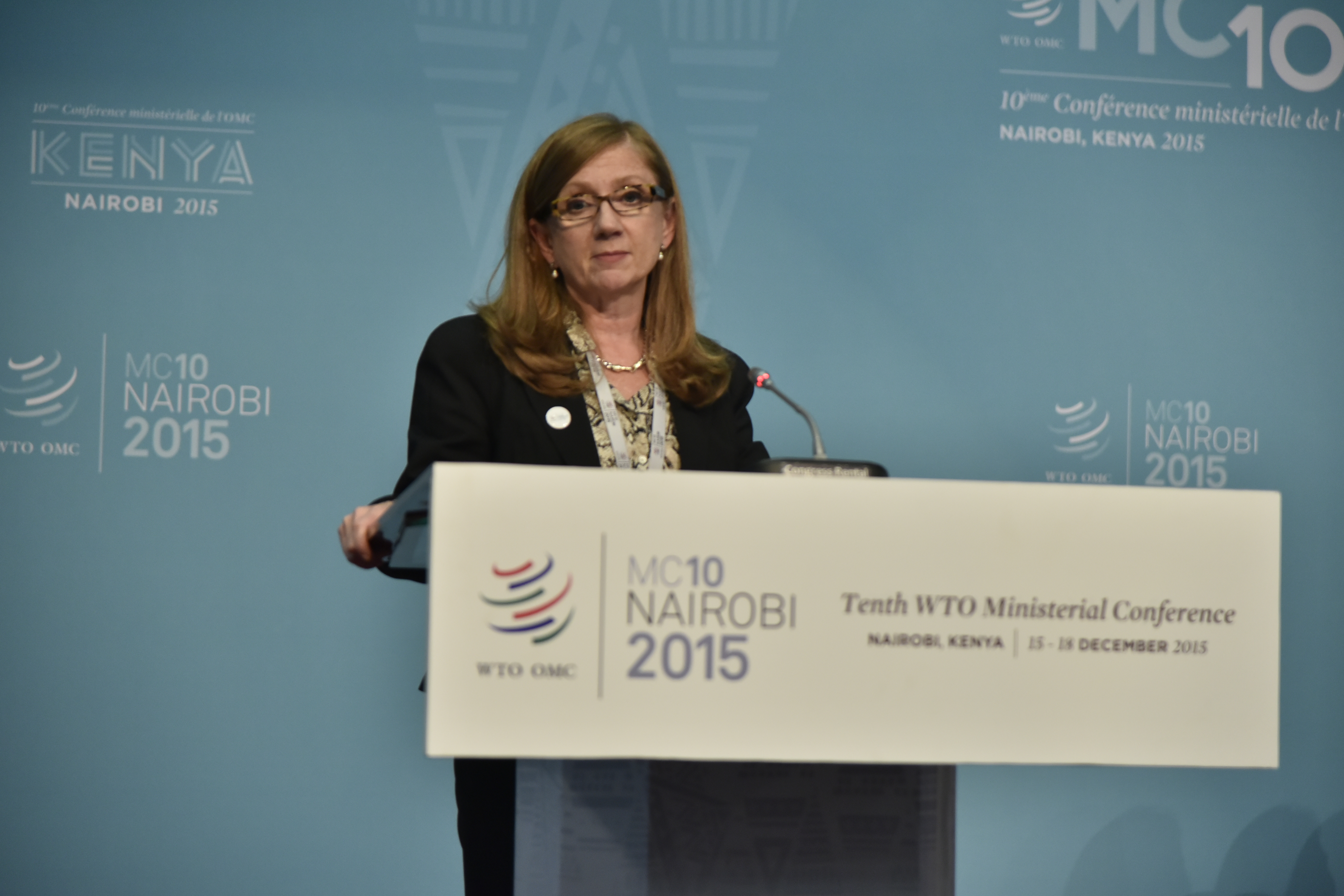
González auf der 10. Ministerkonferenz der Welthandelsorganisation.

Anabel González (* 1963) ist eine costa-ricanische Diplomatin, Ministerin und ehemalige stellvertretende Generaldirektorin der Welthandelsorganisation (WTO).

## Leben
González hält einen Master in internationalem Handelsrecht und Politik der Georgetown University und einen Abschluss in Rechtswissenschaften von der Universität von Costa Rica.
Im Laufe ihrer bisherigen Karriere arbeitete González für verschiedene Agenturen, Ministerien und internationale Organisationen. Sie arbeitete insgesamt über 15 Jahre für das Handelsministerium Costa Ricas. Während dieser Zeit war Botschafterin und Hauptverhandlerin ihres Landes beim Freihandelsabkommen zwischen den zentralamerikanischen Staaten und den Vereinigten Staaten. Sie war Vizeministerin und von 2010 bis 2014 Ministerin für Handel (Foreign Trade) ihres Heimatlandes Costa Rica. Während dieser Zeit war sie eine Kandidatin für das Amt des Generaldirektors der WTO.
Von 2001 bis 2002 war sie Generaldirektorin der Costa Rican Investment Promotion Agency. Von 2006 bis 2009 arbeitete sie als Direktorin der WTO-Abteilung für Landwirtschaft. Von 2009 bis 2010 arbeitete sie für die Interamerikanische Entwicklungsbank.
Von 2014 bis 2018 arbeitete sie für die Weltbank als Senior Director in der Abteilung für Trade and Competitiveness Global Practice, wo sie für die Agenda der Bank im Bereich Handel, Wettbewerbsfähigkeit etc. zuständig war.
Im Juni 2021 wurde sie neben Jean-Marie Paugam, Angela Ellard und Xiangchen Zhang stellvertretende Generaldirektorin der WTO. Sie war für die Abteilungen Market Access, Intellectual Property, Trade in Services und Economic Research verantwortlich. Während dieser Amtszeit in Genf führte sie einen Blog namens Trade Thoughts from Geneva. Sie gab dort am 3. August 2023 bekannt die Welthandelsorganisation zu verlassen. Ihre Amtszeit endete dann mit August 2023. Ihre Nachfolgerin wurde Johanna Hill. Seit dem Ende ihrer Zeit in der WTO ist sie für die Interamerikanische Entwicklungsbank Vicepresident for Countries.
Auf einer Konferenz im Jahr 2023 sprach sie vor Akademikern und Forschern und betonte ausdrücklich, dass Politik immer auf Fakten basieren sollte, ansonsten würde die Welt „blind fliegen“. Bezüglich der Welthandelsorganisation sagte sie, dass eine gestärkte WTO zu mehr Handel führen würde, was eine zentrale Rolle in der Unterstützung von angeschlagenen Ökonomien und bei der Essenssicherheit.
Sie ist ein Senior Fellow des Peterson Institute for International Economics,  des World Economic Forum Global Future Council on Trade and Investment und war Vorsitzende des World Economic Forum Global Agenda Council on Competitiveness. González lehrte in ihrer bisherigen akademischen Karriere in über 40 Ländern und schrieb zahlreiche Artikel über Handelsfragen.